# 细序鹅掌柴
细序鹅掌柴（学名：Schefflera tenuis）是五加科鹅掌柴属的植物，是中国的特有植物。分布于中国大陆的云南等地，生长于海拔1,700米的地区，常生于山谷常绿阔叶林林缘，目前尚未由人工引种栽培。